# Markus Gaugisch
Markus Gaugisch er en tysk håndboldtræner og tidligere håndboldspiller i Handball-Bundesliga. Han har siden april 2022 været den nuværende landstræner for Tysklands kvindehåndboldlandshold og cheftræner for SG BBM Bietigheim siden 2020.
Efter hans egen spillerkarriere var forbi, blev Gaugisch i 2008 assistenttræner i den selvsamme klub, TV 1893 Neuhausen, som han sluttede karrieren i. Den efterfølgende sæson blev han forfremmet til cheftræner og formåede at oprykke til 2. Bundesligaen, i selvsamme sæson. I sæsonen 2011/12 sluttede holdet som nummer 3 ligaen, hvilket sikrede oprykning Handball-Bundesliga. Her sluttede man på en 17. plads, hvorefter man dog nedrykkede. I september 2013 meddelte Bundesliga-klubben HBW Balingen-Weilstetten, at Markus Gaugisch erstattede Rolf Brack fra 2013/14-sæsonen. I klubben var han frem til 2015, uden videre bemærkelsesværdige resultater. I sæsonen 2020/21 overtog han storklubben SG BBM Bietigheim, som erstatning for danske Martin Albertsen. Med holdet vandt han DHB-Pokalen i 2021 og 2022, DHB Supercuppen i 2021, Handball-Bundesliga Frauen i 2022 og EHF European League i 2022.
I midten af april 2022 blev han så præsenteret som ny kvindelandstræner for Tyskland, frem til sommeren 2024, og i tilfælde af kvalifikation til Sommer-OL 2024 i Paris vil hans kontrakt blive forlænget til og med VM 2025 i Holland og Tyskland.